# PalaDonBosco
Il PalaDonBosco è un palazzetto dello sport del quartiere genovese di Sampierdarena.
La struttura, che ha una capienza di 550 spettatori, è polivalente ed ospita manifestazioni sportive di vario tipo; ha ospitato negli anni gare di pallavolo serie B1 maschile (Igo Genova Volley), pallacanestro serie A2 femminile (NBA Zena) e numerose gare giovanili come nel carisma di Don Bosco. Ha ospitato numerosi eventi a livello nazionale: finali nazionali PGS, Memorial Internazionale Rola di jūjutsu, campionati italiani e gare di coppa Italia di lotta libera e greco-romana.